# Edith Templeton
Pour les articles homonymes, voir Templeton.
Edith Templeton est une romancière née le 7 avril 1916 à Prague  et morte le 12 juin 2006 à Bordighera en Italie. Elle a écrit également sous le pseudonyme de Louise Walbrook.

## Biographie
Elle a étudié au lycée français de Prague-Dejvice[réf. nécessaire].

## Œuvres
- Summer in the Country (1950)
- Living on Yesterday (1951)
- The Island of Desire (1952)
- The Proper Bohemians (1952)
- This Charming Pastime (1955)
- Gordon (1966 ; 2003)
- Murder in Estoril (1992)